# Alfredo Méndez González
Alfredo José Isaac Cecilio Francisco Méndez González C.S.C. (3 de junio de 1907 – 29 de enero de 1995) fue un obispo católico estadounidense que sirvió en Puerto Rico.
Nacido en Chicago, Illinois en 1907 de raza española y puertorriqueña, Méndez González se graduó de la Universidad de Notre Dame en 1933. Se ordenó sacerdote el 24 de junio de 1935 en Washington D. C.. El papa Juan XXIII le nombró obispo de Arecibo, Puerto Rico el 23 de julio de 1960. Este fue consagrado obispo el 28 de octubre de 1960 en la Basílica del Sagrado Corazón, Notre Dame por el cardenal Francis Spellman. Renuncia a ser obispo de Arecibo en 1974 y regresa a California.
En 1993 Méndez González consagró obispo a Clarence James Kelly, un sacerdote de la Sociedad San Pío V sin permiso del papa, en una ceremonia en Carlsbad, California, acción que de acuerdo con el derecho canónico comporta la excomunión automática. La consagración se anunció después de la muerte de Méndez en 1995.